# マンフレート・カルツ
マンフレート・カルツ（Manfred Kaltz, 1953年1月6日 -）は、ドイツのサッカー選手。選手時代のポジションはディフェンダー（右サイドバック、リベロ）。積極的な攻撃参加からゴール前に正確なクロスを上げるプレースタイルで知られ、バナナのようにカーブを掛けたクロスは「Bananenflanken」と呼ばれた。また、選手時代に長年過ごしたハンブルガーSVではセンターフォワードを務めるホルスト・ルベッシュとのコンビでも知られた。

## 選手経歴

### クラブ
1969年、TuSアルトリップの下部組織時代にドイツサッカー選手権・Aユニオーレンで準優勝し、その後にハンブルガーSVの下部組織へ移籍した。
1971年にトップチームと契約を結び、同年8月20日に行われたボルシア・ドルトムント戦でのデビュー以来、長年にわたってハンブルクでプレーを続けた。国内ではブンデスリーガ優勝3回（1978–79, 1981–82, 1982–83）、DFBポカール優勝1回（1975–76）、国際舞台ではUEFAカップウィナーズカップ 1976-77やUEFAチャンピオンズカップ 1982-83優勝に貢献した。1989年に退団するまでの18シーズンの間にブンデスリーガ通算568試合に出場し76得点を記録した。リーグ通算出場試合数は2014年の時点で第2位の記録となっている。
1989年に長年過ごしたハンブルクを離れフランスのFCジロンダン・ボルドーやFCミュルーズに移籍。翌1990年に再びハンブルクへ戻り、1990-91シーズン限りで現役を引退した。1991年4月17日に行われたドルトムント戦が最後の試合出場となった。

### 代表
西ドイツアマチュア代表としては1972年に地元西ドイツで行われたミュンヘンオリンピックの代表メンバーに選ばれたが、2次リーグ最終戦で東ドイツ代表に2-3で敗れた。
西ドイツ代表としては1975年9月3日に行われたオーストリア代表との国際親善試合でデビューをした。1978年にアルゼンチンで開催された1978 FIFAワールドカップの代表メンバーとして招集され全6試合に出場したが本来の右サイドバックではなくリベロのポジションを与えられたこともあり満足のいく結果を残すことは出来なかった。この大会の後に右サイドバックのポジションに定着すると1980年にイタリアで開催されたUEFA欧州選手権1980の優勝に貢献、1982年にスペインで開催された1982 FIFAワールドカップでも全7試合に出場し準優勝に貢献した。翌年の1983年2月23日に行われたポルトガル代表との国際親善試合で代表を引退するまでに国際Aマッチ69試合に出場し8得点を記録した。

## 引退後
引退後の2000年6月、アイントラハト・フランクフルトのアシスタントコーチに就任し、監督を務めるフェリックス・マガトを補佐した。フランクフルトとの契約期間は2年だったが、2001年1月にマガトが解任されたことに伴い、同年限りで退団した。
その後はハンブルクを中心に「マンフレート・カルツ・サッカーアカデミー」というサッカースクールを経営している。また、2009年からはスポーツおよびイベントマーケティング企業のEIBAコミュニケーションの代表を務めた。
2013年からはVfLボーフムが新たに創設したサッカースクールのコーチを務めている。

## 個人記録

### クラブでの成績
出典
| クラブ成績 | クラブ成績      | クラブ成績 | リーグ | リーグ | カップ | カップ | ヨーロッパ | ヨーロッパ | 通算 | 通算 |
| クラブ     | リーグ          | シーズン   | 出場   | 得点   | 出場   | 得点   | 出場       | 得点       | 出場 | 得点 |
| ---------- | --------------- | ---------- | ------ | ------ | ------ | ------ | ---------- | ---------- | ---- | ---- |
| ハンブルク | ブンデスリーガ  | 1971-72    | 32     | 4      | 4      | 0      | 1          | 0          | 37   | 4    |
| ハンブルク | ブンデスリーガ  | 1972-73    | 33     | 2      | 4      | 0      | -          | -          | 37   | 2    |
| ハンブルク | ブンデスリーガ  | 1973-74    | 34     | 2      | 5      | 1      | -          | -          | 39   | 3    |
| ハンブルク | ブンデスリーガ  | 1974-75    | 33     | 0      | 3      | 0      | -          | -          | 36   | 0    |
| ハンブルク | ブンデスリーガ  | 1975-76    | 26     | 2      | 6      | 1      | 8          | 2          | 40   | 5    |
| ハンブルク | ブンデスリーガ  | 1976-77    | 34     | 1      | 2      | 0      | 9          | 2          | 45   | 3    |
| ハンブルク | ブンデスリーガ  | 1977-78    | 34     | 1      | 4      | 2      | 4          | 0          | 42   | 3    |
| ハンブルク | ブンデスリーガ  | 1978-79    | 34     | 6      | 1      | 0      | -          | -          | 35   | 6    |
| ハンブルク | ブンデスリーガ  | 1979-80    | 32     | 5      | 2      | 0      | 9          | 2          | 43   | 7    |
| ハンブルク | ブンデスリーガ  | 1980-81    | 34     | 7      | 5      | 5      | 6          | 1          | 45   | 13   |
| ハンブルク | ブンデスリーガ  | 1981-82    | 32     | 9      | 5      | 2      | 11         | 1          | 48   | 12   |
| ハンブルク | ブンデスリーガ  | 1982-83    | 31     | 8      | 4      | 0      | 9          | 0          | 44   | 8    |
| ハンブルク | ブンデスリーガ  | 1983-84    | 27     | 9      | 4      | 1      | 2          | 0          | 33   | 11   |
| ハンブルク | ブンデスリーガ  | 1984-85    | 29     | 4      | 1      | 0      | 6          | 1          | 36   | 5    |
| ハンブルク | ブンデスリーガ  | 1985-86    | 24     | 2      | 1      | 0      | 2          | 0          | 27   | 2    |
| ハンブルク | ブンデスリーガ  | 1986-87    | 32     | 4      | 6      | 2      | 4          | 1          | 42   | 7    |
| ハンブルク | ブンデスリーガ  | 1987-88    | 33     | 7      | 4      | 2      | -          | -          | 37   | 9    |
| ハンブルク | ブンデスリーガ  | 1988-89    | 34     | 3      | 4      | 0      | -          | -          | 38   | 3    |
| 小計       | 小計            | 小計       | 568    | 76     | 65     | 15     | 81         | 10         | 714  | 101  |
| ボルドー   | ディヴィジオン1 | 1989-90    | 1      | 0      | ?      | ?      | -          | -          | 1    | 0    |
| ミュルーズ | ディヴィジオン1 | 1989-90    | 12     | 1      | ?      | ?      | -          | -          | 12   | 1    |
| 小計       | 小計            | 小計       | 13     | 1      | ?      | ?      | 0          | 0          | 13   | 1    |
| ハンブルク | ブンデスリーガ  | 1990-91    | 13     | 0      | 2      | 0      | -          | -          | 15   | 0    |
| 小計       | 小計            | 小計       | 13     | 0      | 2      | 0      | 0          | 0          | 15   | 0    |
| 合計       | 合計            | 合計       | 594    | 77     | 67     | 15     | 81         | 10         | 742  | 102  |

### 代表での成績
出典
| 1975 | 2  | 0 |
| 1976 | 1  | 0 |
| 1977 | 9  | 1 |
| 1978 | 12 | 0 |
| 1979 | 9  | 1 |
| 1980 | 11 | 3 |
| 1981 | 11 | 3 |
| 1982 | 13 | 0 |
| 1983 | 1  | 0 |
| 通算 | 69 | 8 |

### 代表での得点
出典
| # | 開催日         | 開催地                     | 対戦国       | 結果 | 大会                          |
| - | -------------- | -------------------------- | ------------ | ---- | ----------------------------- |
| 1 | 1977年10月8日  | 西ドイツ、ベルリン         | イタリア     | 2-1  | 親善試合                      |
| 2 | 1979年10月17日 | 西ドイツ、ケルン           | ウェールズ   | 5-1  | UEFA欧州選手権1980予選        |
| 3 | 1980年11月19日 | 西ドイツ、ハノーファー     | フランス     | 4-1  | 親善試合                      |
| 4 | 1980年12月3日  | ブルガリア、ソフィア       | ブルガリア   | 3-1  | 1982 FIFAワールドカップ・予選 |
| 5 | 1980年12月3日  | ブルガリア、ソフィア       | ブルガリア   | 3-1  | 1982 FIFAワールドカップ・予選 |
| 6 | 1981年5月24日  | フィンランド、ラハティ     | フィンランド | 4-0  | 1982 FIFAワールドカップ・予選 |
| 7 | 1981年11月18日 | 西ドイツ、ドルトムント     | アルバニア   | 8-0  | 1982 FIFAワールドカップ・予選 |
| 8 | 1981年11月22日 | 西ドイツ、デュッセルドルフ | ブルガリア   | 4-0  | 1982 FIFAワールドカップ・予選 |